# NGC 471
NGC 471 este o galaxie lenticulară situată în constelația Peștii. A fost descoperită în 3 noiembrie 1864 de către Albert Marth.